# Silvano Frontalini
Silvano Frontalini (Ancona, 10 dicembre 1948) è un direttore d'orchestra, direttore artistico e organista italiano. A lui viene riconosciuto un importante ruolo nella riscoperta di opere musicali inedite e dimenticate. In questo contesto, gli oltre 100 album da lui incisi sono stati in gran parte prime registrazioni mondiali. Frontalini ha registrato, oltre che per quelle italiane, per le radio e le televisioni di Norvegia, Romania, Repubblica Ceca e Polonia.

## Biografia

### Infanzia e giovinezza
Silvano Frontalini nacque ad Ancona il 10 dicembre 1948. Dopo il liceo si iscrisse al Conservatorio Gioachino Rossini di Pesaro conseguendo il diploma in Strumentazione e Composizione con Domenico Guaccero e poi Direzione d'orchestra con Daniele Paris.

### 1970-1986: La carriera accademica
Nella prima metà degli anni '70 Silvano Frontalini intraprende gli studi organistici con Anna Maria Polcaro presso il Conservatorio Alfredo Casella de L'Aquila. Il suo primo concerto in questo ambito si tenne nel 1976 presso il Santuario del Beato Bernardo di Offida. A Trier invece, nel 1978 compie gli studi di perfezionamento con Sergiu Celibidache, dove apprende la teoria della fenomenologia della musica. Intanto Frontalini aveva assunto la cattedra di Solfeggio presso il Conservatorio Domenico Cimarosa di Avellino e in seguito, la cattedra di Strumentazione presso il Conservatorio Gioachino Rossini di Pesaro. In questo periodo fonda anche il Premio Ancona assumendo il ruolo di organizzatore e direttore artistico e affidando a Goffredo Petrassi il ruolo di presidente. La prima edizione si tenne così nel 1978 e fu il primo concorso di musica colta in Italia dedicato ai soli strumenti a fiato.
Intanto l'attività di direttore d'orchestra andava sempre più intensificandosi e nel maggio del 1983 Frontalini dirige l'Orchestra Capella Cracoviensis in un concerto alla presenza di Papa Giovanni Paolo II tenutosi presso la Sala Clementina in Vaticano, eseguendo arie di Antonio Vivaldi, Wolfgang Amadeus Mozart, Arcangelo Corelli, Pietro Floridia, Giovanni Battista Sammartini, Alfredo Catalani, Franz Liszt. Dal concerto fu poi pubblicato l'album Concerto per Papa Wojtyla. In questo periodo il nome di Frontalini andava poi assumendo sempre più il legame con la riscoperta di vecchi repertori che caratterizzerà la sua carriera futura. Ne sono un esempio la registrazione radiofonica della direzione della "Bulgarian Radio Symphony Orchestra" in un lavoro di riscoperta, registrazione e divulgazione del lavoro di Gaspare Spontini, da cui l'album e prima registrazione mondiale Sinfonie da Opere (Bongiovanni, 1983), oppure la riscoperta del lavoro di Luigi Cherubini con la "Orchestra simfonică a Filarmonicii din Bacău" nella registrazione del concerto del maggio 86 finita nell'album Luigi Cherubini - Orchestral Works (Electrecord, 1987), oppure ancora il lavoro sull'opera di Luigi Mancinelli fatto con la "Warmia National Orchestra" intitolato Cleopatra: Musiche di scene per la tragedia (Bongiovanni, 1990).
Nel 1986, con l'intensificazione della sua attività concertistica come direttore d'orchestra, Frontalini lasciò l'insegnamento per dedicarvisi totalmente.

### 1987-2000: L'abbandono dell'insegnamento e la direzione d'orchestra
Nel 1989 viene nominato direttore artistico del Verdianeum Festival di Roncole Verdi assieme a Aldo Protti, dove resterà fino al 1991.
Il 6 agosto 1993 all'interno del "Luglio musicale trapanese", Frontalini diresse l' "Orchestra e coro del Teatro dell'Opera lirica di Donetsk" in un Otello di Giuseppe Verdi che vedeva la regia di Assia Serdiuk, mentre il 12 agosto dirige la stessa orchestra ne La Tosca di Giacomo Puccini presso il Cortile Palazzo Orsoline di Fidenza.
Nel gennaio 1994 Silvano Frontalini dirige a Sulmona l' "Orchestra e coro del Teatro Nazionale Moldavo" in una Traviata che vedeva la regia di Eugene Platon, mentre a luglio ritorna a Fidenza dirige di nuovo l' "Orchestra e coro del Teatro dell'Opera lirica di Donetsk" in una Bohème che questa volta vedeva la regia di Taras Mikitka.
Nel luglio del 1995 torna a Fidenza con l' "Orchestra e coro del Teatro Nazionale Moldavo" dove dirige Nausicaa Policicchio e Vladimiro Dragos nell'opera lirica Verdiana La forza del destino.
Nel dicembre 1996 presso il Teatro dell'Università di Trapani, Frontalini dirige l' "Orchestra e coro del Teatro dell'Opera di Roma" in una nuova Bohème con la regia di Franco Vacchi e nel luglio 1997 al Festival della provincia verdiana di Fidenza dirige l' "Orchestra e coro del Teatro Lirico d'Europa" in un' Aida che vedeva nel cast Kassimir Hlebarov, Fiorenza Cossotto e Natalia  Margarith.
Nel "Luglio musicale trapanese" del 1999, Frontalini dirige l'opera lirica Cavalleria rusticana di Pietro Mascagni che vedeva la regia di Pier Francesco Maestrini.

### 2001-in poi
Nell'ottobre 2008 a Salerno dirige l'opera lirica di Temistocle Marzano intitolata I normanni di Salerno, dirigendo l'omonima filarmonica ed un cast che vedeva anche la mezzosoprano Caterina Novak, e l'anno seguente all'interno della stessa rassegna dirige l' "Orchestra e coro dell'Opera Ucraina di Dnipropetrovsk" in una Tosca che vedeva la regia di Francesco Sgrò.
Nel 2013, all'età di 65 anni, Frontalini riprende lo studio dell'organo a canne ed assumendo la carica prima di organista della concattedrale di San Leopardo e della chiesa di San Marco (organo di Raffaele Fedeli del 1732) ad Osimo e poi della chiesa di San Giuseppe (organo Gaetano Callido di fine 1700) a Candia di Ancona, prediligendo per questi strumenti un'intonazione scientifica a 432 Hz, sostenendo l'azione benefica e terapeutica delle musiche suonate con questa intonazione.
Nel 2014 Frontalini avvia una collaborazione con la casa discografica Halidon di Milano, affidandole dapprima la commercializzazione delle sue registrazioni e successivamente dei suoi spartiti e partiture.

## Pubblicazioni
- Fuga per organo antico, Zanibon, 1981.